# Edward E. Cox

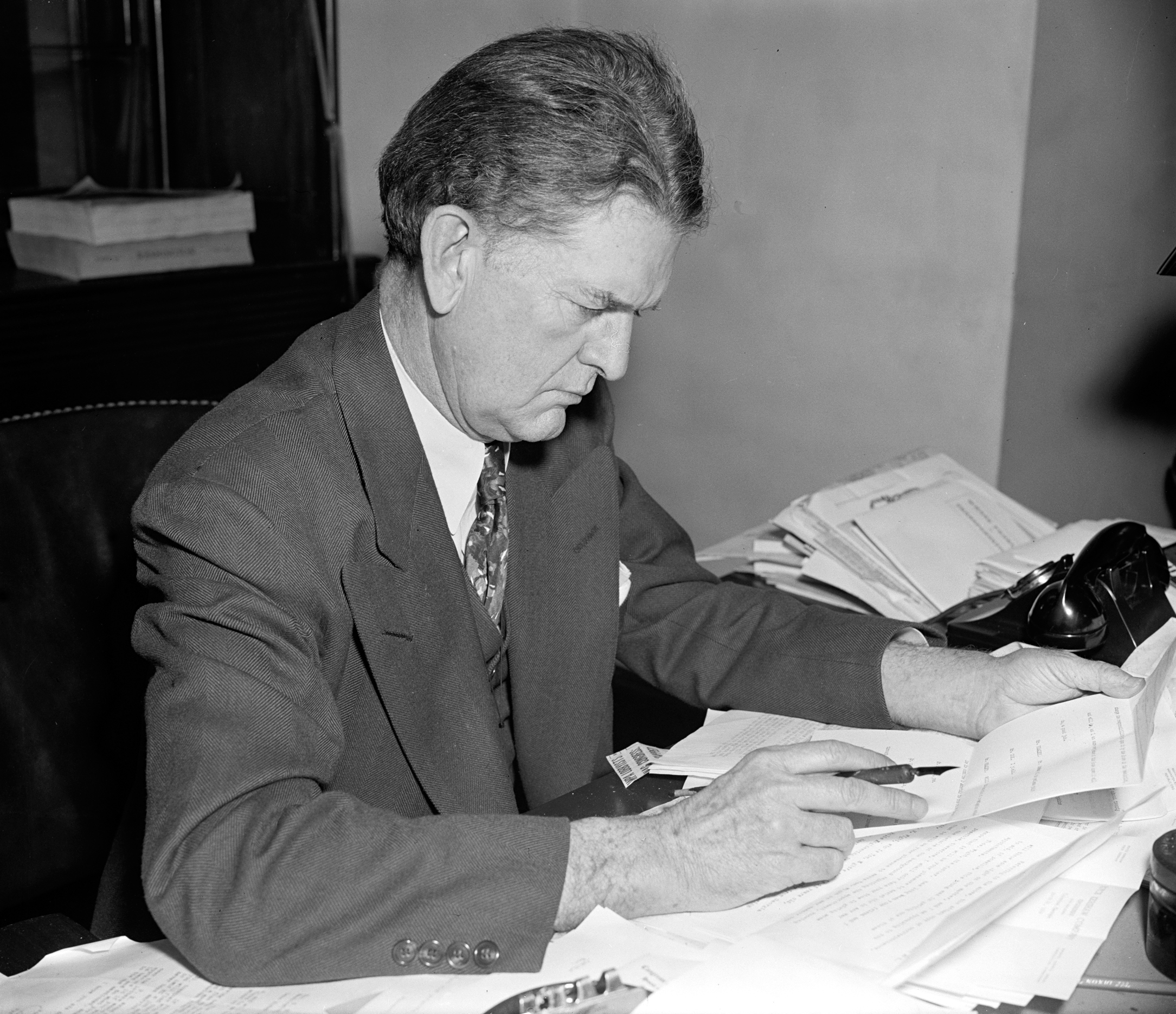
Edward E. Cox (1939)

Edward Eugene Cox (* 3. April 1880 bei Camilla, Mitchell County, Georgia; † 24. Dezember 1952 in Bethesda, Maryland) war ein US-amerikanischer Politiker. Zwischen 1925 und 1952 vertrat er den Bundesstaat Georgia im US-Repräsentantenhaus.

## Werdegang
Edward Cox besuchte die öffentlichen Schulen seiner Heimat einschließlich der Camilla High School. Danach studierte er vier Jahre lang an der Mercer University in Macon. Nach einem anschließenden Jurastudium an der gleichen Universität und seiner im Jahr 1902 erfolgten Zulassung als Rechtsanwalt begann er in Camilla in seinem neuen Beruf zu arbeiten. Politisch war Cox Mitglied der Demokratischen Partei. Zwischen 1904 und 1906 amtierte er als Bürgermeister seiner Heimatgemeinde Camilla. Im Jahr 1908 war er Delegierter zur Democratic National Convention in Denver, auf der William Jennings Bryan zum dritten Mal als Präsidentschaftskandidat nominiert wurde. Von 1912 bis 1916 war Cox Richter im Gerichtsbezirk von Albany. Im Jahr 1916 unterlag er bei der parteiinternen Ausscheidung zu den Kongresswahlen dem Abgeordneten Frank Park, der anschließend wiedergewählt wurde.
Bei den Kongresswahlen des Jahres 1924 wurde Cox dann im zweiten Wahlbezirk von Georgia in das US-Repräsentantenhaus in Washington, D.C. gewählt, wo er am 4. März 1925 die Nachfolge von Park antrat, den er diesmal bei der Primary geschlagen hatte. Nach 13 Wiederwahlen konnte er bis zu seinem Tod am 24. Dezember 1952 im Kongress verbleiben. Nur einen Monat vor seinem Tod durch einen Herzanfall war er erneut in den Kongress gewählt worden.
In Cox’ Zeit als Kongressabgeordneter fielen unter anderem die Weltwirtschaftskrise, die New-Deal-Gesetzgebung der Bundesregierung unter Präsident Franklin D. Roosevelt und der Zweite Weltkrieg. Im Kongress wurden in den Jahren 1933 und 1951 der 20., der 21. und der 22. Verfassungszusatz verabschiedet. Cox galt als konservativer Demokrat, der oftmals in Opposition zur Politik der demokratischen Präsidenten Roosevelt und Harry S. Truman stand. Er war auch ein Gegner der Bürgerrechts- und der Sozialgesetzgebung jener Zeit. Im Jahr 1943 gründete er einen eigenen Ausschuss zur Untersuchung der Aktivitäten der Federal Communications Commission. Als bekannt wurde, dass er kurz zuvor Gelder von einer Firma angenommen hatte, die sich aus diesen Untersuchungen Vorteile erhoffte, musste er den Vorsitz in diesem Ausschuss aufgeben. Von 1951 bis zu seinem Tod leitete Edward Cox einen Sonderausschuss, der sich mit der Steuerbefreiung von Stiftungen befasste (Select Committee to Investigate Tax-Exempt Foundations).
Edward Cox wurde in seinem Heimatort Camilla beigesetzt.